# Rango (phim 2011)
Rango làm một bộ phim hoạt hình theo thể loại hành động hài hước, lấy bối cảnh miền Viễn Tây nước Mỹ được sản xuất năm 2011 bởi Graham King. Đây là một bộ phim thành công về thương mại, giành giải Oscar cho phim hoạt hình hay nhất năm 2011.
Nhân vật chính của Rango là một chú tắt kè hoa, tình cờ oái oan đến thị trấn Dirt. Phim được lồng tiếng bởi các nghệ sĩ: Johnny Depp, Isla Fisher, Bill Nighy, Abigail Breslin, Alfred Molina, Harry Dean Stanton, Ray Winstone, Timothy Olyphant, Stephen Root và Ned Beatty. Phim được chính thức công chiếu tại rạp vào ngày 4 tháng 3 năm 2011.

## Nội dung phim
Bộ phim kể về cuộc phiêu lưu của anh chàng tắc kè hoa Rango (Johnny Depp) tới miền Tây hoang dã. Điểm dừng chân của Rango chính là Dirt, một thị trấn khô cằn, khắc nghiệt như cái tên của nó vậy. Tài ba hoa, bốc phét cùng trò bắt chước vớ vẩn của anh bỗng nhiên trở nên hữu dụng. Rango được người dân tôn sùng, đưa lên làm cảnh sát trưởng. Nhưng cuộc sống tại Dirt bí ẩn, khó khăn hơn anh tưởng rất nhiều. Nguồn nước cung cấp cho cả thị trấn bị cắt đột ngột khiến người dân rơi vào cảnh hoảng loạn. Nhiệm vụ của chàng cảnh sát trưởng mới toanh đó là đi tìm lại nguồn nước và bắt giam kẻ chủ mưu đứng sau sự việc.

## Bối cảnh
Lấy bối cảnh tại miền viễn tây, nên không có gì lạ khi Rango mang đậm dấu ấn của thể loại phim Cowboy. Từ cách thể hiện, âm nhạc, các pha hành động, đấu súng đều nhằm tôn vinh các tác phẩm viễn Tây kinh điển năm xưa. Màn đấu súng vào chính ngọ làm ta nhớ lại High Noon, phần âm nhạc dồn dập, hào hùng xen lẫn tiếng guitar đầy lãng tử lại khiến ta liên tưởng tới giai điệu tuyệt vời của nhà soạn nhạc huyền thoại Ennio Morricone trong bộ ba phần Spaghetti Cowboy (A Fistful of Dollar, For a Few Dollars More, The Good the Bad and the Ugly), rồi những nhân vật kỳ quái cùng sát cánh bên nhau như chiến hữu y hệt trong The Wild Bunch. Và cuối cùng, nhân vật linh hồn miền viễn tây xuất hiện gần cuối phim sẽ mang đến cho những ai yêu thích diễn viên Clint Eastwood sự bất ngờ ngoài mong đợi.

## Nhận xét
Tuy có thể bộ phim không phù hợp với một vài đối tượng khán giả yêu thích thể loại hoạt hình quen thuộc, đặc biệt là trẻ em, vì sự dài dòng ở vài trường đoạn, ít ỏi những hình ảnh dễ thương, hài hước hay nội dung mang tính giáo dục nhẹ nhàng, nhưng không vì thế mà Rango lại mất đi sự hấp dẫn. Đây vẫn là một trong những bộ phim hoạt hình độc đáo nhất nhiều năm trở lại đây

## Liên kết
- Website chính thức. WebCitation archive. (Archived site's opening page requires clicking on onscreen URL for entry.)
- Rango tại AllMovie
- Rango trên Internet Movie Database
- Rango tại Big Cartoon DataBase